# Propriedade industrial
Propriedade industrial é o conjunto de proteção de direitos sobre as patentes de invenção, patente de modelo de utilidade, registro de desenho industrial, registro de marcas, bem como a repressão da concorrência desleal e às falsas indicações geográficas.
A propriedade industrial encontra-se regulada no art. 5º, inciso XXIX, da Constituição da Republica Federativa do Brasil de 1988, bem como disciplina seu regime jurídico por meio da Lei da Propriedade Industrial – LPI, Lei n. 9.279/96. Esta lei revogou o antigo Código da Propriedade Industrial (Lei n. 5.772/71), que por sua vez revogou o seu antecessor e também denominado Código da Propriedade Industrial (Decreto-lei n. 1.005/69).
Segundo a Lei de Propriedade Industrial, os bens que compõem a propriedade industrial são considerados imateriais ou incorpóreos, bem como são tratados como bens móveis (art. 5º da LPI). Esse tratamento está em consonância com o que disciplina o art. 83, inciso III, do Código Civil de 2002, segundo o qual “consideram-se bens móveis para os efeitos legais: (...) III – os direitos pessoais de caráter patrimonial e respectivas ações”.
Dessa forma, por se tratar de bem móvel, é possível a licença de exploração de uma patente de invenção ou a cessão de um registro de marca, por exemplo. Além disso, com base no art. 225 da LPI, é cabível ação judicial para reparação de dano causado aos direitos de propriedade industrial, com prazo prescricional de 5 anos. 
No Brasil, o órgão responsável pelo registro de propriedade industrial é o Instituto Nacional de Propriedade Industrial (INPI). Trata-se de uma autarquia federal, criada em 1970, vinculada ao Ministério do Desenvolvimento, Indústria e Comércio Exterior (MDIC).
Esse órgão é responsável pelo registro e concessão de marcas, patentes, desenho industrial, transferência de tecnologia, indicação geográfica, programa de computador e Topografia de Circuito Integrado. Assim, nasce para o inventor o direito de exploração industrial de sua invenção somente após registrar a devida patente, pois o registro de Propriedade Industrial só se contesta mediante a comprovação da existência de registro anterior.

## Propriedade Intelectual. Direitos autorais e propriedade industrial
Ao se estudar propriedade industrial, faz-se necessário destacar a diferença deste instituto para os institutos da propriedade intelectual e dos direitos autorais. Como o conceito de propriedade industrial foi abordado no tópico anterior, parte-se para os próximos conceitos.
A propriedade intelectual é “o conjunto de normas de proteção sobre bens incorpóreos ou imateriais (o que não tem existência física) decorrente da criatividade, inteligência ou sensibilidade de seu criador – autor ou inventor.” (TEXEIRA, Tarcisio. 2018).
A propriedade intelectual é considerada gênero, da qual decorrem duas espécies, o direito autoral (influenciado pela lei civil – Código Civil de 2002) e a propriedade industrial (decorrente do direito empresarial).
Já os direitos autorais, segundo Tarcisio Teixeira, tratam da proteção dos interesses dos criadores de obras literárias, artísticas e cientíﬁcas (Lei n. 9.610/98), bem como da tutela do programa de computador – software (Lei n. 9.609/98).
O direito autoral encontra fundamentação legal no art. 5 º, inciso XXVII, da CRFB/88, o qual dispõe que “aos autores pertence o direito exclusivo de utilização, publicação ou reprodução de suas obras, transmissível aos herdeiros pelo tempo que a lei fixar;” e inciso XXVIII:
“(...) são assegurados, nos termos da lei: a) a proteção às participações individuais em obras coletivas e à reprodução da imagem e voz humanas, inclusive nas atividades desportivas; b) o direito de ﬁscalização do aproveitamento econômico das obras que criarem ou de que participarem aos criadores, aos intérpretes e às respectivas representações sindicais e associativas.”
Dessa forma, não há de se confundir propriedade intelectual e direitos autorais com propriedade industrial. Segundo André Luiz Santa Cruz Ramos, dentre as principais diferenças entre o direito de propriedade industrial e o direito autoral, podemos cita as seguintes:
1. A proteção dos direitos de propriedade industrial depende da concessão do registro ou da patente (art. 2º da Lei 9.279/1996)[1], ao passo que a proteção dos direitos autorais independe de registro (art. 18 da Lei 9.610/1998)[5];
2. Existe um órgão estatal específico para concessão de registros e patentes relativos aos direitos de propriedade industrial (Instituto Nacional da Propriedade Industrial – INPI; art. 2.º da Lei 5.648/1970), enquanto os direitos autorais são registrados, facultativamente e conforme a sua natureza, em órgãos variados que não foram criados especificamente para isso (Biblioteca Nacional, Escola de Música, Escola de Belas Artes da Universidade Federal do Rio de Janeiro, Instituto Nacional do Cinema e Conselho Federal de Engenharia, Arquitetura e Agronomia – CREA; art. 17 da Lei 5.988/1973);[4]
3. Os prazos de vigência dos direitos de propriedade industrial (arts. 40, 108 e 133 da Lei 9.279/1996) são distintos dos prazos de vigência dos direitos autorais (art. 41 da Lei 9.610/1998).[4]
4. O direito autoral protege a obra em si, enquanto o direito de propriedade industrial protege uma técnica. [4]

## Patentes
A patente é um título (carta-patente) concedido ao criador de uma invenção, ou modelo de utilidade, assegurando-lhe a propriedade e o privilégio de uso e exploração exclusivos durante determinado período.
De acordo com a Lei 9.279/1996 (Lei da Propriedade Industrial), as patentes podem ser de dois tipos: patentes de invenção ou patentes de modelo de utilidade.
O uso indevido de um bem patenteado é considerado contrafação (pirataria), o que dá ensejo à ação judicial, que possibilitará ao titular da patente requerer a abstenção do uso indevido e perdas e danos junto ao infrator.

## Invenção
A invenção está relacionada à criação de algo novo que possa ter aplicação industrial, como um eletrodoméstico que realize tarefas/funções ainda não existentes em nenhum outro. Por isso, a invenção decorre da imaginação criativa/inovadora do criador, que não se confunde com a descoberta, que significa achar algo que já existe.
É necessário entender-se que não é qualquer invenção que pode ser patenteada, pois há requisitos que devem ser cumpridos para esse feito. Os requisitos, conforme o art. 8º da Lei da Propriedade Industrial, são os seguintes: novidade, atividade inventiva e aplicação industrial. Ou seja, se uma invenção não tiver aplicabilidade industrial, por exemplo, não poderá ser patenteada, tendo em vista que não se encaixa nas condições propostas.
Os três requisitos são imprescindíveis. Mas o que é uma novidade? Novidade significa que a invenção deve ser algo inédito e extraordinário, que ainda não foi inventado/criado. Alguma coisa desconhecida pelo público; um ato inventivo, portanto. E o que significa atividade inventiva? Atividade inventiva quer dizer que deve ser uma criação decorrente da imaginação ou da inteligência humana, não uma descoberta, que significa a revelação de algo já existente (o que não tem proteção pelo regime jurídico das patentes).
A aplicabilidade industrial, por outro lado, relaciona-se às questões econômicas, sendo necessário que a invenção patenteada possa ser reproduzida em uma grande escala industrial, gerando a possibilidade de lucro. O art. 15 expressa que é suscetível de aplicação industrial o que possa ser utilizado ou produzido em qualquer tipo de indústria.
Conforme o art. 40 da referida lei, o prazo de vigência da patente de invenção é de 20 anos, sem renovação. Depois desse período, a patente cai e qualquer pessoa passa a poder explorá-la.

## Modelo de Utilidade
Modelo de utilidade é o objeto de uso prático que apresenta ato inventivo do qual resulte melhoria funcional no seu uso ou em sua fabricação. Ele deve apresentar nova forma ou disposição, em relação à invenção, e deve ter aplicação industrial (LPI, art. 9º).
As alterações em objetos já existentes podem ajudar a melhorar sua função, dando maior praticidade, por exemplo. Elas não são invenções nem criações, e sim melhoramentos em algo inventado por outra pessoa.
De acordo com Fábio Ulhoa Coelho, o modelo de utilidade deve apresentar um avanço tecnológico a ponto de os técnicos especializados o considerarem como algo criativo, engenhoso.
Os requisitos da novidade, ato inventivo e aplicação industrial também são essenciais ao modelo de utilidade (LPI, arts. 11, 14 e 15). É novo quando não compreendido no estado da técnica. J á o ato inventivo se dá quando, para um técnico no assunto, o ato não decorra de maneira comum ou vulgar do estado da técnica. E a aplicação industrial está relacionada com o fato de que se possa utilizar ou produzir em qualquer tipo de indústria.
O prazo de vigência do modelo de utilidade é de 15 anos, conforme art. 40 da LPI, e não é prorrogável. Depois desse tempo, a patente do modelo de utilidade cai, podendo, portanto ser explorada por qualquer um que se interesse.
É importante frisar as hipóteses daquilo que não pode ser patenteado, em nenhuma de suas modalidades, por ferir uma diversidade de direitos. No art. 18, da Lei 9.279/1996, estão as hipóteses do que não se pode patentear, sendo elas:
I - o que for contrário à moral, aos bons costumes e à segurança, à ordem e à saúde públicas;
II - as substâncias, matérias, misturas, elementos ou produtos de qualquer espécie, bem como a modificação de suas propriedades físico-químicas e os respectivos processos de obtenção ou modificação, quando resultantes de transformação do núcleo atômico; e
III - o todo ou parte dos seres vivos, exceto os microorganismos transgênicos que atendam aos três requisitos de patenteabilidade - novidade, atividade inventiva e aplicação industrial - previstos no art. 8º e que não sejam mera descoberta.
Parágrafo único. Para os fins desta Lei, microorganismos transgênicos são organismos, exceto o todo ou parte de plantas ou de animais, que expressem, mediante intervenção humana direta em sua composição genética, uma característica normalmente não alcançável pela espécie em condições naturais.
Ainda há de se pontuar que, com base no art. 78 da Lei 9.279/1996, as patentes podem ser extintas por outros fatores e não apenas pela expiração do seu prazo de vigência. Também podem ser extintas pela renúncia de seu titular, ressalvado o direito de terceiros; pela caducidade; pela falta de pagamento da retribuição anual, nos prazos previstos no § 2º do art. 84 e no art. 87; e pela inobservância do disposto no art. 217. E como bem explicado no seu parágrafo único, extinta a patente, o seu objeto cai em domínio público.

## Desenho Industrial
Os registros concedidos pelo INPI referem-se a dois diferentes bens industriais, o desenho industrial, conhecido como ''design'', e as marcas. O registro do primeiro guarda algumas semelhanças com a patente de invenção ou de modelo de utilidade, porque antigamente os desenhos industriais eram patenteados e não registrados, distanciando-se, por vezes , da marca. Por essa razão, ao contrário da patenteabilidade, a registrabilidade não comporta tratamento geral. São acentuadamente desiguais, em outros termos, as condições para o registro do desenho industrial e de marca.
Para que o registro de desenho industrial seja feito, é necessário que se preencha 3 requisitos.
1. Novidade: um desenho industrial é novo quando não compreendido no estado da técnica. Os designers, profissionais da área, responsáveis por criar os desenhos, evidentemente já conhecem os principais trabalhos realizados no campo do desenho industrial, bem como estão atentos às inovações apresentadas por seus colegas. Dedicam-se, inclusive, a estudar peças clássicas, de um jeito que possam encontrar soluções da mesma forma que os autores das peças. O conjunto de conhecimento resultante das observações e estudos compõe o estado da técnica, amparado pela lei como tudo que foi divulgado, por qualquer meio, até a data do depósito do pedido de registro. Integra também, o estado da técnica o desenho depositado no INPI, mesmo ainda não publicado. A exemplo do disposto relativamente ao estado da técnica das invenções e modelos de utilidade, também é concedido um ''período de graça'', ao autor do desenho. Já no caso do design, no entanto, a lei estabeleceu os 180 dias anteriores ao depósito do pedido de registro, para fins de excluir do estado da técnica a divulgação feita, nesse período, pelo próprio designer, ou realizada em decorrência de fraude. Prazo menor, portanto, que o relativo às invenções e modelo de utilidade.[6]
2. Originalidade: é a apresentação de uma configuração visual diferente, em relação aos objetos anteriores. Algumas alterações no desenho registrado por outra pessoa podem significar novidade, já que não se encontram no estado da técnica, mas se não trouxerem para objeto uma característica peculiar, que o faça perfeitamente distinguível dos seus pares, o registro não poderá ser concedido, em razão da falta de originalidade. Exemplo disso, é a famosa cadeira que Charles Mackintosh , arquiteto e designer escocês, projetou para a Hill House, em 1902. Cadeira de espaldar bem alto, formado por ripas pretas, que lembra uma escada(sete ripas abaixo do assento, vinte e duas acima). As ripas mais altas são cortadas por traves verticais. Se um designer registrar no INPI uma cadeira com estas mesmas características, mas com travas diagonais sobrepostas às ripas superiores, esta cadeira será eventualmente nova, claro se nenhum outro designer tiver projetado antes, mas nada original. O resultado visual da nova cadeira não seria suficientemente diferente do da Mackintosh. A originalidade está para o desenho industrial como a inventividade está para a invenção. Quer dizer, o direito industrial protege as criações engenhosa do espírito humano, e não qualquer tipo de inovação trazida aos objetos.[6]
3. Desimpedimento:  a lei estabelece 3 impedimentos à concessão do registro de desenho industrial. Não pode ser registrado o desenho que tem natureza puramente artística, que ofende a moral e os bons costumes, a honra ou a imagem de pessoas, ou atente contra a liberdade de consciência, crença, culto religioso, ou contra ideias ou sentimentos dignos de respeito e veneração, que apresente forma necessária, comum, vulgar ou determinada essencialmente por considerações técnicas e funcionais.[6]

A concessão do independe da prévia verificação, pelo INPI, da sua novidade e originalidade. Apenas a inexistência dos impedimentos é checada pela autarquia, antes de expedição do certificado. Se, em momento posterior, restar demonstrado o desentendimento dos requisitos da registrabilidade, o INPI instaura de ofício o processo de nulidade de registro concedido.

## Marca
Outro bem da propriedade industrial protegido mediante o registro, são as marcas, que lei define como sendo ''os sinais distintivos visualmente perceptíveis, não compreendidos nas proibições legais'', conforme art. 122 da LPI.
A finalidade precípua da marca, portanto, é diferenciar/distinguir o produto ou serviço de seus concorrentes no mercado. Dado o entendimento predominante sobre a necessidade de a marca ser distintiva/diferenciadora serve a dois propósitos: defesa do empresário e proteção dos consumidores, vista que no Brasil, ao contrário do que ocorre em alguns ordenamentos jurídicos estrangeiros não previu a possibilidade de se registrar como marca um sinal sonoro, haja vista a experiência legal de que o sinal distintivo seja visualmente perceptível. Da mesma forma, não é possível registrar com marca um determinado cheiro ou odor, que seria a denominada marca olfativa. Sinais ou expressões não registráveis como marca estão elencados no art. 124 da LPI, exemplo:
"Art. 124. Não são registráveis como marca:
I - brasão, armas, medalha, bandeira, emblema, distintivo e monumento oficiais, públicos, nacionais, estrangeiros ou internacionais, bem como a respectiva designação, figura ou imitação;
II - letra, algarismo e data, isoladamente, salvo quando revestidos de suficiente forma distintiva;
III - expressão, figura, desenho ou qualquer outro sinal contrário à moral e aos bons costumes ou que ofenda a honra ou imagem de pessoas ou atente contra liberdade de consciência, crença, culto religioso ou ideia e sentimento dignos de respeito e veneração;
IV - designação ou sigla de entidade ou órgão público, quando não requerido o registro pela própria entidade ou órgão público;
V - reprodução ou imitação de elemento característico ou diferenciador de título de estabelecimento ou nome de empresa de terceiros, suscetível de causar confusão ou associação com estes sinais distintivos; [...]"

### Espécies de marca
A LPI, em seu art. 123, distingue 3 espécies de marca: marca de produto ou serviço, que é aquela usada para distinguir produto ou serviço de outro idêntico, semelhante ou afim, de origem diversa; marca de certificação, que é aquela usada para atestar a conformidade de um produto ou serviço com determinadas normas ou especificações técnicas, notadamente quanto à qualidade, natureza, material utilizado e metodologia empregada; e marca coletiva, que é aquela usada para identificar produtos ou serviços provenientes de membros de uma determinada entidade.
A marca de produto ou serviço representa a noção geral de marca que todos nós possuímos, ou seja, os sinais que são usados pelos empresários para identificar os produtos ou serviços que comercializam ou produzem. Está prevista no inciso I do art. 123 da LPI (exemplo: Nike, Coca-cola, BMW, Apple).
A marca de certificação, por sua vez, é aquela que atesta a qualidade de determinado produto ou serviço conforme normas técnicas estabelecidas por institutos especializados, os quais podem ser de natureza governamental ou apenas credenciados pelos órgãos oficiais competentes. Está regulada no inciso II do art. 123 da LPI (exemplo: certificados INMETRO).
Por fim, a marca coletiva é aquela que atesta a proveniência de determinado produto ou serviço. Ela indica ao consumidor, por exemplo, que os empresários que a utilizam são membros de determinada associação, e que seus produtos ou serviços estão em conformidade com as regulamentações técnicas dessa entidade. Está regulada no inciso III do art. 123 da LPI (exemplo: AMORANGO, que atesta que o produtor é membro da Associação dos Agricultores Familiares Produtores de Morango de Nova Friburgo).
Perceba-se que a marca de produto ou serviço será registrada pelo próprio empresário que irá utilizá-la, enquanto a marca de certificação é registrada por um ente certificador, e a marca coletiva é registrada pela entidade que congrega os membros que vão usá-la. No caso da marca de certificação, qualquer empresário que atenda aos requisitos de controle do certificador titular da marca poderá usá-la. No caso da marca coletiva, por sua vez, qualquer membro da entidade que atenda as condições do seu regulamento de utilização poderá usá-la. Nesse sentido, dispõe o art. 150 da LPI: “o uso da marca independe de licença, bastando sua autorização no regulamento de utilização”. Já o art. 149 prevê que “qualquer alteração no regulamento de utilização deverá ser comunicada ao INPI, mediante petição protocolizada, contendo todas as condições alteradas, sob pena de não ser considerada”.
Existe, ainda, um outro critério importante de classificação das marcas, que leva em conta a sua forma de apresentação. Nesse sentido, as marcas podem ser nominativas, figurativas, mistas' ou 'tridimensionais.
As marcas nominativas são as criadas a partir de palavras e/ou números ou combinação de palavras e números. Podem ser expressões já existentes ou criações originais (exemplo: Varig).
As marcas figurativas, por seu turno, são aquelas constituídas por desenhos, símbolos ou figuras que apresentam configuração gráfica decorativa, incomum, não usual (exemplo: a estrela da Mercedes).
As marcas mistas, como o nome já indica, são as que se constituem por meio da combinação das duas espécies de marcas acima mencionadas (exemplo: Coca-Cola, que usa uma escrita bem diferente).
As marcas tridimensionais são outra novidade da lei. Trata-se daquelas que são constituídas pela forma plástica do produto, ou seja, sua configuração física, com capacidade distintiva e dissociada de efeitos técnicos (exemplo: a embalagem do chocolate Toblerone). Como a distinção entre a marca figurativa e o desenho industrial nem sempre é fácil, muitas vezes o que determina o tipo de registro feito (desenho ou marca) é a escolha do empresário.

### Procedimento do pedido de registro da marca
De acordo com o art. 129 da LPI, “a propriedade da marca adquire-se pelo registro validamente expedido, conforme as disposições desta Lei, sendo assegurado ao titular seu uso exclusivo em todo o território nacional, observado quanto às marcas coletivas e de certificação o disposto nos arts. 147 e 148”. Vê-se, pois, que assim como ocorre com os pedidos de patente e com o pedido de registro de desenho industrial, o pedido de registro de marca também tem seu procedimento detalhado na LPI.
De acordo com o art. 155 da LPI, o pedido de registro de marca “deverá referir-se a um único sinal distintivo e, nas condições estabelecidas pelo INPI, conterá: I – requerimento; II – etiquetas, quando for o caso; e III – comprovante do pagamento da retribuição relativa ao depósito”. Complementando a regra do caput, o parágrafo único prevê que “o requerimento e qualquer documento que o acompanhe deverão ser apresentados em língua portuguesa e, quando houver documento em língua estrangeira, sua tradução simples deverá ser apresentada no ato do depósito ou dentro dos 60 (sessenta) dias subsequentes, sob pena de não ser considerado o documento”.
Recebido o pedido, passa-se ao seu exame, que se inicia com a sua publicação, para que eventuais interessados apresentem oposição. É o que prevê o art. 158 da LPI: “protocolizado, o pedido será publicado para apresentação de oposição no prazo de 60 (sessenta) dias”. Havendo oposição, “o depositante será intimado (...), podendo se manifestar no prazo de 60 (sessenta) dias” (§ 1.º). Se a oposição fundar-se no fato de a marca a ser registrada já ser usada no Brasil ou em país signatário da Convenção da União de Paris, caberá ao autor da oposição comprovar, em 60 dias, o depósito do pedido de registro da marca que alega já usar. É o que prevê o § 2.º do art. 158 da LPI: “não se conhecerá da oposição, nulidade administrativa ou de ação de nulidade se, fundamentada no inciso XXIII do art. 124 ou no art. 126, não se comprovar, no prazo de 60 (sessenta) dias após a interposição, o depósito do pedido de registro da marca na forma desta Lei”.

### Vigência do registro da marca
O prazo de vigência do registro de marca é de 10 anos, contado da data de concessão, podendo ser prorrogado por períodos iguais e sucessivos, nos termos do art. 133 da LPI, que assim dispõe: “o registro da marca vigorará pelo prazo de 10 (dez) anos, contados da data da concessão do registro, prorrogável por períodos iguais e sucessivos”.
Perceba-se que, ao contrário do que ocorre com os prazos de vigência das patentes e do registro de desenho industrial, o prazo de vigência da marca se inicia a partir da concessão, e não do depósito. Ademais, dessa vez, ao contrário apenas do que ocorre com o prazo de vigência das patentes, mas igualmente ao que ocorre com o de vigência do registro de desenho industrial, o prazo de vigência do registro de marca é prorrogável. O que muda entre o prazo de vigência do registro de desenho industrial e o de vigência do registro de marca é apenas o prazo dessa prorrogação. Enquanto o prazo de vigência do registro de desenho industrial pode ser prorrogado por três períodos de cinco anos, o de vigência do registro de marca pode ser prorrogado por vários períodos de dez anos, sem limite. Portanto, o registro de marca pode vigorar indefinidamente, bastando que o seu titular requeira sempre a prorrogação do prazo de vigência, nos termos da lei.
Esse pedido de prorrogação, segundo o § 1.º do art. 133, “deverá ser formulado durante o último ano de vigência do registro, instruído com o comprovante do pagamento da respectiva retribuição”. Não feito o pedido de prorrogação neste prazo, ainda há uma última alternativa ao titular da marca. Com efeito, de acordo com o § 2.º do art. 133, “se o pedido de prorrogação não tiver sido efetuado até o termo final da vigência do registro, o titular poderá fazê-lo nos 6 (seis) meses subsequentes, mediante o pagamento de retribuição adicional”.  Ao titular do registro de marca concedido pelo INPI se confere proteção jurídica que lhe assegura o seu uso exclusivo em todo o território nacional (art. 129 da LPI), podendo ainda ele, conforme disposição do art. 130 da LPI: “I – ceder seu registro ou pedido de registro; II – licenciar seu uso; III – zelar pela sua integridade material ou reputação”.

### Marca vs nome empresarial
Em resumo, pode-se concluir que, em caso de conflito entre nome empresarial e marca, deve-se verificar inicialmente a eventual possibilidade de convivência entre ambos, considerando-se que: (i) em princípio, o nome empresarial é protegido apenas no território do Estado da Junta Comercial na qual foi registrado; (ii) em princípio, a marca é protegida apenas no ramo de atividade referente ao produto ou serviço que identifica. Caso, todavia, verifique-se que a colidência entre o nome empresarial e a marca seja passível de provocar confusão entre consumidores, com eventual desvio de clientela, deve-se solucionar o conflito segundo o critério da anterioridade do registro.
Finalmente, sobre eventuais conflitos entre nomes empresariais e marcas, foi aprovado também o Enunciado 1 da I Jornada de Direito Comercial do CJF, com o seguinte teor: “Decisão judicial que considera ser o nome empresarial violador do direito de marca não implica a anulação do respectivo registro no órgão próprio nem lhe retira os efeitos, preservado o direito de o empresário alterá-lo.”

### Marca de alto renome
Há, porém, marcas que possuem proteção em qualquer ramo de atividade, configurando exceção ao princípio da especificidade ou especialidade. Trata-se da marca de alto renome, a qual, conforme disposto no art. 125 da LPI, tem proteção em todos os ramos de atividade. Eis o teor da regra em comento: “à marca registrada no Brasil considerada de alto renome será assegurada proteção especial, em todos os ramos de atividade”. A marca de alto renome é a que, dotada de magia e magnetismo próprios, atingiu notoriedade, isto é, ampla projeção no território nacional, sendo reconhecida pelo público em geral, de qualquer categoria socioeconômica, independentemente de sua ligação com o segmento da atividade empresarial originária. E, diante disso, a legislação assegura proteção especial à marca de alto renome em todos os ramos de atividade. 
Observe-se que a marca de alto renome, na verdade, é exceção ao princípio da especialidade, pelo qual a marca se restringe à classe a que pertence. Quanto à marca de alto renome, assim registrada, seu titular pode impedir o uso de outra semelhante ou idêntica em qualquer ramo de atividade. Cabe ao INPI dizer se uma marca é de alto renome ou não; caso inexista uma declaração administrativa do INPI nesse sentido em relação a uma determinada marca, o titular pode requerê-la, não apenas num caso concreto e pela via incidental, como era previsto na Resolução 121/2005 da autarquia, mas também de forma autônoma e abstrata; se o INPI não emitisse tal declaração, mesmo tendo a parte requerido, ainda assim não caberia ao Judiciário fazê-lo, cabendo a ele, nessa situação, apenas adotar medidas para forçar a manifestação do INPI.

## Indicações Geográficas
A Indicação Geográfica é um nome geográfico que identifica um produto ou serviço como originário de uma área geográfica delimitada quando determinada qualidade, reputação ou outra característica é essencialmente atribuída a essa origem geográfica. Possuem proteção jurídica pela Lei da Propriedade Industrial, podendo, assim como são as marcas, serem registradas.
A realização do registro é de grande importância pois, além da identificação da origem do produto, representam uma “garantia” institucional de qualidade, em função do local da fabricação ou da colheita, o que contribui para o desenvolvimento socioeconômico da região produtora do bem, pois cria uma espécie de selo de origem e de características singulares dos produtos das localidades, permitindo a manutenção e valorização do patrimônio cultural de regiões do país.
A Indicação Geográfica no Brasil se divide em duas espécies:
1. INDICAÇÃO DE PROCEDÊNCIA: É o nome geográfico de localidade ou região que se tenha tornado conhecido como centro de extração, produção ou fabricação de determinado produto ou de prestação de determinado serviço.[7] Conforme o art. 177 da Lei 9.279. Sendo exemplos as cidades de Bento Gonçalves/RS e Arapongas/PR, que são conhecidos pela fabricação de móveis. Franca/SP é conhecida como produtora e exportadora de calçados.[3]
2. DENOMINAÇÃO DE ORIGEM: É o nome geográfico de país, cidade, região ou localidade de seu território, que designe produto ou serviço cujas qualidades ou características se devam exclusiva ou essencialmente ao meio geográfico, incluídos fatores naturais e humanos.[7] Conforme o art. 178 da Lei 9.279. Champagne é um exemplo, sendo uma marca de vinho branco e espumante produzido na região de Champagne, situada no nordeste da França. Serra Gaúcha, localidade no interior do Estado do Rio Grande do Sul na qual se produzem vinhos com características específicas, é um dos exemplos do Brasil.[3]

Estas espécies cumprem a mesma função: proteger o nome geográfico reconhecido e garantir a origem e a tipicidade ou qualidade de um produto ou serviço. Como bem previsto no art. 179 da Lei 9.279/96.

### Nome Geográfico
O nome geográfico designa um determinado espaço geográfico. Nas indicações geográficas, o nome geográfico é o seu gentílico, ou seja, além de identificar localidades e regiões, relacionam o homem ao seu ambiente, à geografia, à história, às características socioculturais e físico-geográficas desses territórios.
O nome geográfico pode:
- ser o nome político administrativo da localidade ou da região, como exemplo Paraty e Franca.[7]
- ser a referência geográfica, como por exemplo Canastra, que é uma serra em Minas Gerais, e Região das Lagoas MundaúManguaba, que é um complexo estuarino lagunar em Alagoas.[7]
- vir acompanhado do nome do produto ou ser viço, como por exemplo Banana da Região de Corupá.[7]

O art. 180 da Lei 9.279 define que o quando o nome geográfico se torna de uso comum, ou seja, aquele que perdeu a vinculação com a sua origem geográfica e passou a se referir a um tipo de produto ou serviço, não será considerado indicação geográfica, por exemplo, Minas para queijo.
E ainda, o nome geográfico que não constitua indicação de procedência ou denominação de origem poderá servir de elemento característico de marca para produto ou serviço, desde que não induza falsa procedência, conforme art. 181 da Lei 9.279/96.

### Notoriedade da Indicação Geográfica
Na indicação de procedência, é necessário comprovar sua configuração por meio de um levantamento da história do produto ou do serviço, da localidade ou da região, baseado em documentos que constatem essa notoriedade através de reportagens ou notas em jornais, revistas, rádios, internet, televisão, teses ou artigos científicos e outros. É necessário que o nome geográfico seja expressamente mencionado por diversas fontes e relacionado ao produto ou serviço.
Já para denominação de origem, é necessário comprovar através de documentos que contenham de forma descritiva a influência do meio geográfico nos resultados efetivos de qualidades ou características do produto ou serviço. Para o meio geográfico leva-se em consideração a interação dos fatores naturais e humanos.

### Área delimitada
A indicação geográfica se dá pela área delimitada que deve ser baseada em critérios técnicos, objetivos, claros, coerentes e relevantes, para que se possa realizar a caracterização da relação da localidade ou região com o seu produto ou serviço sendo definida com precisão. Será estabelecida por um Instrumento Oficial emitido pelo órgão competente de cada Estado ou da União afim ao produto ou serviço distinguido pela Indicação Geográfica.
Esta área delimitada pode  abranger um estado, município, em parte ou sua totalidade e até mesmo mais de um município, inclusive se estiverem em estados diferentes e ainda, ser descontínua. Os limites também podem ser naturais, como serras e rios, coordenadas geográficas ou limites políticos administrativos.
A delimitação da área para indicação de procedência se dá pelo reconhecimento da localidade ou região, como centro de extração, fabricação ou produção do determinado produto ou serviço.
No caso da denominação de origem, a delimitação da área é pelos fatores naturais, entre eles relevo, temperatura, umidade do ar, tipo de solo, vento, chuvas, etc. e pelos fatores humanos, que determinam as qualidades ou características exclusivas ou essenciais àquele produto ou serviço.
Algumas exemplos de produtos com áreas delimitadas são: a cachaça de Salinas, que abrange a totalidade de dois municípios e parte de outros quatro; O mel do Pantanal, que alcança parte dos estados do Mato Grosso e do Mato Grosso do Sul; e a cajuína do Piauí, que alcança todo o estado que lhe deu nome.

### Uso da Indicação Geográfica
Conforme o art. 182 da Lei 9.279/96, o uso da indicação geográfica é restrito aos produtores e prestadores de serviço estabelecidos no local, exigindo-se, ainda, em relação às denominações de origem, o atendimento de requisitos de qualidade. Ou seja, somente os produtores do produto ou prestadores do serviço estabelecidos dentro da área delimitada da indicação geográfica são os titulares do direito de seu uso, estando ainda  condicionados ao cumprimento das normas do Caderno de Especificações Técnicas e sujeito ao controle definido pela entidade representativa da indicação geográfica, que é quem faz o pedido de registro necessário para utilização da indicação geográfica. E seu parágrafo único regula que o INPI estabelecerá as condições de registro das indicações geográficas.
A entidade representativa pode ser uma associação, sindicato ou qualquer outra entidade que possa atuar como substituto processual, ela é quem representa os produtores ou prestadores de serviços, também junto ao INPI. Tem poderes para requerer o registro da indicação geográfica, desde que esteja estabelecida dentro da área delimitada e que seu quadro social seja composto, total ou predominantemente, por participantes da cadeia produtiva do respectivo produto ou serviço.
O Caderno de Especificações Técnicas é o documento normativo que diz respeito à produção e ao produto ou à prestação de serviço e ao serviço para o uso da indicação geográfica, não podendo contrariar a legislação vigente.
É necessário que a entidade tenha um estatuto. Neste estatuto deve estar evidente que a entidade:
a) representa os produtores ou prestadores de serviço da indicação geográfica;
b) tem relação direta com a cadeia do produto ou serviço objeto da indicação geográfica;
c) tem como objeto ou finalidade requerer, gerir, controlar, promover e defender a indicação geográfica;
d) sua atuação tem abrangência territorial que engloba a área da indicação geográfica.
O Caderno de Especificações Técnicas é o documento normativo que diz respeito à produção e ao produto ou à prestação de serviço e ao serviço para o uso da indicação geográfica, não podendo contrariar a legislação vigente.

### Entidade Representativa e Caderno de Especificações Técnicas
A entidade representativa não pode restringir ou limitar o uso do nome geográfico aos seus associados ou a qualquer outro produtor estabelecido dentro da área geográfica delimitada que cumpra com o Caderno de Especificações Técnicas e se submeta ao regime de controle definido para a IG. Não pode também exigir filiação à entidade para uso da IG. Uma entidade representativa atuante é essencial para a implementação e gestão da IG. O sucesso de uma IG dependerá do esforço contínuo dos produtores ou prestadores de serviço organizados coletivamente.

### Legislações específicas
A proteção jurídica das indicações geográficas ocorre mediante o respectivo registro no INPI, respeitadas – sem prejuízo de outras normas – as regras da Lei da Propriedade Industrial (Lei n. 9.279/96) e às disposições da Instrução Normativa INPI n. 25/2013 e da Resolução INPI n. 55/2013. O Acordo TRIPS também regula a temática das indicações geográficas por meio dos seus arts. 22 a 24.

### Dos crimes
A Lei de Propriedade Industrial regula ainda os crimes contra indicações geográficas e demais indicações:
- Art. 192. Fabricar, importar, exportar, vender, expor ou oferecer à venda ou ter em estoque produto que apresente falsa indicação geográfica. Pena - detenção, de 1 (um) a 3 (três) meses, ou multa.[1]

- Art. 193. Usar, em produto, recipiente, invólucro, cinta, rótulo, fatura, circular, cartaz ou em outro meio de divulgação ou propaganda, termos retificativos, tais como "tipo", "espécie", "gênero", "sistema", "semelhante", "sucedâneo", "idêntico", ou equivalente, não ressalvando a verdadeira procedência do produto. Pena - detenção, de 1 (um) a 3 (três) meses, ou multa.[1]

- Art. 194. Usar marca, nome comercial, título de estabelecimento, insígnia, expressão ou sinal de propaganda ou qualquer outra forma que indique procedência que não a verdadeira, ou vender ou expor à venda produto com esses sinais. Pena - detenção, de 1 (um) a 3 (três) meses, ou multa.[1]

## Repressão à Concorrência Desleal
Em definições enxutas, concorrência é o ato ou efeito de disputar algo com outras pessoas, e desleal é o que que apresenta desonestidade, uma conduta traiçoeira. Neste caminho, Tarcísio Teixeira define concorrência desleal como “determinadas ações de agentes econômicos, na busca de favorecimento próprio ou de terceiro, são consideradas infiéis ou são utilizadas com falsidade, portanto, condutas ilícitas, pois prejudicam seus concorrentes.”

### Normas Regulamentadoras
A Constituição Federal de 1988 tem um título sobre a ordem econômica e financeira onde elenca alguns princípios a serem observados, entre eles a livre concorrência e em seu parágrafo único tem a previsão do livre exercício de qualquer atividade econômica. Desta forma Tarcísio Teixeira conceitua que: “Dessa forma, é assegurado a todos participar do mercado num sistema de concorrência. Porém, se um agente praticar determinada ação tida como ilícita, a concorrência se torna desleal.”
O Decretos n. 1.263/94 ratificou a Convenção da União de Paris no Brasil, juntamente com o 75.572/75 que trouxe algumas determinações importantes em seu artigo 10 bis:
1) Os países da União obrigam-se a assegurar aos nacionais dos países da União proteção efetiva contra a concorrência desleal.
2) Constitui ato de concorrência desleal qualquer ato de concorrência contrário aos usos honestos em matéria industrial ou comercial.
3) Deverão proibir-se particularmente:
1. todos os atos suscetíveis de, pôr qualquer meio, estabelecer confusão com o estabelecimento, os produtos ou a atividade industrial ou comercial de um concorrente;
2. as falsas alegações no exercício do comércio, suscetíveis de desacreditar o estabelecimento, os produtos ou a atividade industrial ou comercial de um concorrente;
3. as indicações ou alegações cuja utilização no exercício do comércio seja suscetível de induzir o público em erro sobre a natureza, modo de fabricação, características, possibilidades de utilização ou quantidade das mercadorias.

Já o Decreto  n. 1.355/94 prenuncia a necessidade do controle de práticas de concorrência desleal, em seu artigo 40.
Posteriormente foi sancionada a Lei 9.279 que regula direitos e obrigações sobre à propriedade industrial, definindo seu capítulo IV sobre os crimes de concorrência desleal.

### Repressão em esfera penal
Em 1996 foi sancionada a Lei 9.279, que regula direitos e obrigações sobre à propriedade industrial, definindo seu capítulo IV sobre os crimes de concorrência desleal.
São crimes de concorrência desleal quem: "I - publica, por qualquer meio, falsa afirmação, em detrimento de concorrente, com o fim de obter vantagem; (...)", entre outras condutas.

### Repressão em esfera civil
Ainda na Lei 9.279/96 está previsto o direito ao prejudicado por atos de concorrência desleal, haver perdas e danos.
"Art. 209. Fica ressalvado ao prejudicado o direito de haver perdas e danos em ressarcimento de prejuízos causados por atos de violação de direitos de propriedade industrial e atos de concorrência desleal não previstos nesta Lei, tendentes a prejudicar a reputação ou os negócios alheios, a criar confusão entre estabelecimentos comerciais, industriais ou prestadores de serviço, ou entre os produtos e serviços postos no comércio."
E com base contratual, em caso de omissão, o Código Civil estabelece que:
"Art. 1.147. Não havendo autorização expressa, o alienante do estabelecimento não pode fazer concorrência ao adquirente, nos cinco anos subseqüentes à transferência.
Parágrafo único. No caso de arrendamento ou usufruto do estabelecimento, a proibição prevista neste artigo persistirá durante o prazo do contrato."

## Trade Dress (Conjunto-imagem)
O trade dress, conhecido como conjunto-imagem por aqui, já é bastante difundindo em solo estadunidense, onde o assunto já se encontra em legislação. No Brasil, ainda não é muito conhecido, ficando restrito às doutrinas conceituarem este instituto, porém, houve decisões, ainda que polêmicas, reconhecendo a ilegalidade nessa prática, baseadas em doutrinas.
O conceito de trade dress, trazido pelo doutrinador, é que “ocorre a violação ao chamado trade dress quando um concorrente não copia exatamente a marca ou o desenho industrial de outrem, mas imita sutilmente uma série de características do produto ou até mesmo o modus operandi da prestação de um serviço”, ou seja, não chega a ser uma cópia descarada, mas imita os detalhes de uma marca, como o layout de um menu, a arte de uma embalagem, talvez vendo como uma brecha para não recair na ilegalidade.
Voltando ao assunto das decisões, o TJSP, em julgamento de um Agravo de Instrumento envolvendo uma grande marca de fast food brasileira, entendeu desta forma:
"Tutela antecipada que se concede inaudita altera parte Sociedade titular da marca "China in box" que luta pela unicidade do signo e elementos identificadores, inclusive dos desenhos industriais registrados e que caracterizam a embalagens de seus produtos (delivery) Sociedade requerida que oferece comida da culinária regional (mineira, principalmente) utilizando a expressão "Uai in box", com entrega em pacotes iguais aos da autora Prática ilícita e que obriga garantir exclusividade para não iludir consumidores e depreciar a força da marca forte Provimento." (TJ-SP - AI: 1381582120128260000 SP 0138158-21.2012.8.26.0000, Relator: Enio Zuliani, Data de Julgamento: 31/07/2012, 1ª Câmara Reservada de Direito Empresarial, Data de Publicação: 02/08/2012)
Como podemos observar, o entendimento vai além de uma “simples cópia” com o intuito de se beneficiar, mas também olha o lado de que a empresa já estabelecida no mercado, caso sofra dessa prática, possa ter sua marca depreciada em razão de ilusão dos seus consumidores acharem estar adquirindo um produto da mesma.
O Resp 1.778.910/SP entende que para se caracterizar violação ao trade dress “é necessária a produção de prova técnica para se concluir pela existência de concorrência desleal decorrente da utilização indevida do conjunto-imagem (trade dress) de produto”.

## E-marcas, e-patentes e e-commerce. Programas De Computador. Nomes de Domínio.

### E-marcas e e-patentes
Imagina você ter que esperar de 5 a 8 anos para obter um registro de marca junto ao INPI? pois é, essa demora já desiludiu diversos empreendedores em potencial e afastou investidores de se estabelecerem por aqui, visto que em outros países a espera pode ser metade desse tempo.
Pensando nisso, o INPI criou o e-Marcas e o E-patentes, que integram a plataforma e-INPI, possibilitando que os procedimentos possam ser feitos de forma online, agilizando os processos e minimizando a quantidade de servidores necessários para o atendimento.
Ao minimizar o tempo de espera, poderá estimular inovações, propiciar maior competitividade e evitar o registro de patentes que poderiam ser registradas primeiramente no Brasil, mas que acabam sendo registradas antes em outros países para, se for o caso, posteriormente, requerer o direito de prioridade no Brasil. Conforme o INPI, desde 2015, 99% dos pedidos de registros de marca são feitos por meio de procedimento eletrônico.

### E-commerce
Já o e-Commerce, foi introduzido na legislação brasileira através do decreto 7.962/2013, que veio preencher uma lacuna no CDC, já que o mesmo foi criado nos anos 90, quando o comércio eletrônico praticamente não existia mundo afora, tampouco por aqui.
No site do SEBRAE pode-se encontrar um breve esclarecimento sobre este instituto, eles definem o e-commerce como “aquele comércio realizado por meio da internet, este é o conceito mais simples e amplo que se pode formular, diversos tipos de relações comerciais estão inclusas nesta definição: entre empresas e consumidores, empresas e empresas ou entre consumidor e consumidor”.
São essas algumas obrigações que o decreto 7.962/2013 estabelece para o comércio eletrônico: Exige identificação completa do fornecedor no site, exige o endereço físico e eletrônico no site, informações devem ser claras e precisas, resumo e contrato completo devem ser disponibilizados, obriga etapa de confirmação da compra, regras para o atendimento eletrônico, discorre sobre segurança das informações, direito de arrependimento (empresa deve informar e permitir), regras para estornos solicitados, regras para as compras coletivas. (sebrae.com.br).
Entretanto, como a tecnologia anda mais rápido que o direito, o e-commerce começou a migrar para outros tipos de plataformas, principalmente os pequenos empresários, colocando seu negócio em redes sociais ou em plataformas especificas de compras online, saindo então de algumas exigências que o decreto previa, cabendo ao legislador se atualizar.

### Programas de computador
Com a digitalização de diversos trabalhos e procedimentos, houve a necessidade de que se desenvolvessem ferramentas para que se pudesse facilitar o acesso aos computadores, daí entramos no instituto dos Programas de computador.
Dentre as diversas utilidades, o site do INPI também tem informações preciosas sobre quase todos os assuntos abordados aqui. Esse sítio eletrônico define Programas de Computador como “um conjunto de instruções escritas em linguagem de programação (código fonte) para que seja realizada uma ou diversas tarefas.
Os Programas de computador ou software, estão presente não só no desktop tradicional, mas também nos celulares, tablets, facilitando ou entretendo a vida do usuário, aprimorando serviços e trazendo cada vez mais a globalização para as nossas mãos.
Como quase todos os institutos abordados aqui, também é necessário que se faça o registro de um software. Devendo o mesmo ser feito junto ao INPI, de forma online e tendo seus direitos internacionalizados.

### Nomes de Domínio
Os Nomes de Domínio são uma forma facilitada de você acessar um IP (internet protocol) uma espécie de endereço eletrônico, visto que este é registrado através de uma série de números. O sistema dos nomes de domínio simplifica e facilita o acesso aos sites da Internet, facilitando a navegação. Ele representa, em última instância, um tipo de sinal distintivo próprio, não se confundindo com nomes empresariais, nomes de fantasia ou marcas.
No Brasil, o registro do nome de domínio é feito através do Núcleo de Informação e Coordenação do Ponto BR (NIC.br), por força da Resolução 001/05 do Comitê. A verificação do registro de um nome de domínio pode ser feita no site <www.registro.br>.
O grande debate nesse instituto está na possibilidade de usar um Nome de Domínio que seja referência a uma marca que não é de propriedade de quem está nomeando o site. Jacques Labrunie, afirma que os direitos decorrentes do registro de uma marca se estendem aos nomes de domínio, em função do disposto no art. 129 da Lei n. 9.279/96, que assegura o uso exclusivo da marca em todo o território nacional, e do art. 189 da mesma Lei, que considera crime a reprodução ou imitação de marca registrada, já Gustavo Testa Corrêa, associa o uso indevido de uma marca à prática de concorrência desleal, nos termos do art. 195, III e V, da Lei n. 9.279/96, afirmando também que o endereço eletrônico deve pertencer ao titular da marca.